# Braškov
Braškov är en ort i Tjeckien.   Den ligger i regionen Mellersta Böhmen, i den centrala delen av landet, 23 km väster om huvudstaden Prag. Braškov ligger 417 meter över havet och antalet invånare är 904.
Terrängen runt Braškov är platt. Runt Braškov är det ganska tätbefolkat, med 108 invånare per kvadratkilometer. Närmaste större samhälle är Kladno, 5,0 km norr om Braškov. Trakten runt Braškov består till största delen av jordbruksmark.